# Donald Tarlton
Donald Tarlton, aussi connu sous le pseudonyme Donald K. Donald, est un impresario anglo-québécois né le 12 mai 1943 à Montréal. Fondateur de Donald K. Donald en 1970 (plus souvent affiché comme DKD Disques, DKD Communications ou DKD Spectacles), il s'associe à Nick Carbone en 1991 pour fonder une étiquette sœur, Tacca Musique, qui se spécialise pour les artistes de langue française. Mais DKD possédait aussi Aquarius Records, EMC Records ainsi que DKD Disques. En 2006, l'entreprise se ré-unifie et devient Déjà Musique.

## Récompenses
- Ordre du Canada, 2000[5]
- Walt Grealis Special Achievement Award (en), 2007[6]
- Prix Hommage de la Société canadienne des auteurs, compositeurs et éditeurs de musique, 2015[7]